# 1961年全仏選手権 (テニス)
1961年 全仏選手権（1961ねんぜんふつせんしゅけん、Internationaux de France de Roland-Garros 1961）に関する記事。フランス・パリにある「ローランギャロス・スタジアム」にて開催。

## 大会の流れ
- 男子シングルスは「81名」の選手による7回戦制で行われた。17名の選手を絞り落とすため、1回戦として17試合を実施し、他の47名は2回戦から出場した。
- 女子シングルスは「78名」の選手による7回戦制で行われた。14名の選手を絞り落とすため、1回戦として14試合を実施し、他の50名は2回戦から出場した。
- シード選手は男子・女子ともに16名。シード選手でも、1回戦から出場した人と、2回戦から登場した人がいる。2回戦から登場した選手が初戦敗退の場合は「2回戦＝初戦」と表記する。

## シード選手

### 男子シングルス
1. ニコラ・ピエトランジェリ　（準優勝）
2. ロッド・レーバー　（ベスト4）
3. ロイ・エマーソン　（ベスト8）
4. ヤン＝エリック・ルンドクイスト　（ベスト4）
5. ピエール・ダーモン　（3回戦）
6. マニュエル・サンタナ　（初優勝）
7. ロン・ホルンバーグ　（ベスト8）
8. ロバート・ウィルソン　（4回戦）
9. ロバート・マーク　（2回戦＝初戦）
10. ジャック・ブリシャン　（4回戦）
11. ウルフ・シュミット　（1回戦）
12. ボブ・ヒューイット　（4回戦）
13. マリオ・ジャマス　（4回戦）
14. オーランド・シロラ　（3回戦）
15. ロナルド・バーンズ　（4回戦）
16. ルー・ジェラード　（2回戦＝初戦）

### 女子シングルス
1. ダーリーン・ハード　（4回戦）
2. マリア・ブエノ　（ベスト8）
3. マーガレット・スミス　（ベスト8）
4. クリスティン・トルーマン　（ベスト8）
5. ヨラ・ラミレス　（準優勝）
6. アン・ヘイドン　（初優勝）
7. サンドラ・レイノルズ　（4回戦）
8. フローレンス・ド・ラ・クルティエ　（3回戦）
9. ジャン・レヘイン　（4回戦）
10. ジュジャ・ケルメツィ　（ベスト4）
11. レネ・シュールマン　（4回戦）
12. メアリー・カーター・レイタノ　（4回戦）
13. ベラ・スコバ　（4回戦）
14. ディードル・キャット　（3回戦）
15. レスリー・ターナー　（4回戦）
16. エダ・ブディング　（ベスト4）

## 大会経過

### 男子シングルス
準々決勝
- ニコラ・ピエトランジェリ vs.  ジェラール・ピレー　6-4, 6-8, 6-3, 6-1
- ヤン＝エリック・ルンドクイスト vs.  カルロス・フェルナンデス　6-4, 6-4, 6-3
- マニュエル・サンタナ vs.  ロイ・エマーソン　9-7, 6-2, 6-2
- ロッド・レーバー vs.  ロン・ホルンバーグ　6-4, 6-0, 3-6, 6-3

準決勝
- ニコラ・ピエトランジェリ vs.  ヤン＝エリック・ルンドクイスト　6-4, 6-4, 6-4
- マニュエル・サンタナ vs.  ロッド・レーバー　3-6, 6-2, 4-6, 6-4, 6-0

### 女子シングルス
準々決勝
- エダ・ブディング vs.  ピラー・バリル 3-6, 6-4, 6-2
- ヨラ・ラミレス vs.  クリスティン・トルーマン 10-8, 7-5
- アン・ヘイドン vs.  マーガレット・スミス 7-5, 12-10
- ジュジャ・ケルメツィ vs.  マリア・ブエノ 6-3, 6-3

準決勝
- ヨラ・ラミレス vs.  エダ・ブディング 6-4, 4-6, 6-3
- アン・ヘイドン vs.  ジュジャ・ケルメツィ 3-6, 6-1, 6-3

## 決勝戦の結果
- 男子シングルス： マニュエル・サンタナ vs.  ニコラ・ピエトランジェリ　4-6, 6-1, 3-6, 6-0, 6-2
- 女子シングルス： アン・ヘイドン vs.  ヨラ・ラミレス　6-2, 6-1
- 男子ダブルス： ロイ・エマーソン＆ ロッド・レーバー vs.  ロバート・ハウ＆ ロバート・マーク　3-6, 6-1, 6-1, 6-4
- 女子ダブルス： サンドラ・レイノルズ＆ レネ・シュールマン vs.  ダーリーン・ハード＆ マリア・ブエノ　不戦勝
- 混合ダブルス： ロッド・レーバー＆ ダーリーン・ハード vs.  イリ・ヤホルスキ＆ ベラ・スコバ　6-0, 2-6, 6-3